# Centro Universitário UNA
O Centro Universitário Una é uma instituição de ensino superior localizada nos estados de Goiás e  Minas Gerais, Brasil. Possui cursos superiores nas áreas de bacharelado, licenciatura, tecnologia e pós-graduação lato e stricto sensu. Conta com 13 unidades, localizadas nas cidades de Belo Horizonte, Catalão, Contagem, Betim, Sete Lagoas, Divinópolis, Bom Despacho, Pouso Alegre e Itabira. Seu centro tecnológico denomina-se UNATEC e oferece cursos tecnológicos. É mantido pelo grupo Ânima Educação.

## História
O Centro Universitário Una foi fundado em 20 de outubro de 1961, na cidade de Belo Horizonte, por Honório Tomelin. Iniciou suas atividades como uma nova organização voltada para o ensino Superior intitulada Una (União de Negócios e Administração Ltda), com o objetivo de aprimorar profissionais em assessoria, pesquisa e treinamento.
Denominada inicialmente de Instituto de Relações Públicas, após o Decreto Federal nº. 67.660, de 25.11.70, transformou-se em Faculdade de Ciências Administrativas, oferecendo o Curso de Administração de Empresas. O reconhecimento veio por meio do Decreto Federal nº. 74.455, de 26 de agosto de 1974, já como Faculdade de Ciências Gerenciais.
Em 1972, a instituição mudou-se para o bairro de Lourdes, em uma edificação tombada pelo IEPHA, cujos padrões arquitetônicos se enquadram nos moldes do período compreendido entre 1897 e 1930.
A transformação da Faculdade de Ciências Gerenciais em Centro Universitário de Ciências Gerenciais da UNA ocorreu em 2 de outubro de 2000, mas a grande mudança ainda estava por vir. Em 10 de junho de 2003, um novo grupo gestor assume a UNA, o "Centro Universitário UNA Ltda."
Em 2006, a UNA e a Unimonte - Centro Universitário Monte Serrat - de Santos (SP), fecharam uma parceria  para criar uma Rede Nacional de Instituições Educacionais Associadas. A Unimonte possui como Reitor o professor e engenheiro Ozires Silva, fundador da Embraer.

## Unidades
Atualmente são 12 unidades localizadas em Belo Horizonte, Contagem, Betim, Sete Lagoas, Divinópolis e Bom Despacho.
Campus Aimorés
Campus Liberdade
Campus Guajajaras
Campus Linha Verde
Campus Barreiro
Centro Universitário Una Bom Despacho
Complexo João Pinheiro
Faculdade Una de Catalão
Faculdade Una de Contagem
Faculdade Una de Betim
Faculdade Una de Sete Lagoas
Faculdade Una de Divinópolis
Faculdade Una de Uberlândia
Campus Pouso Alegre

## Cooperação internacional
A UNA possui parcerias internacionais com instituições de ensino, órgãos de relações internacionais, agências de intercâmbio e Câmaras de Comércio de diversos países:
- - Ohio University
  - Ecole Superiure de Gestion et Commerce Internacional
  - FairLeigh Dickinson University
  - La Provence